# Tiszacsege
Tiszacsege là một thành phố thuộc hạt Hajdú-Bihar, Hungary. Thành phố này có diện tích 136,4 km², dân số năm 2010 là 4599 người, mật độ 34 người/km².